# Raimund Peschke
Raimund Peschke (* 15. Februar 1967) ist ein ehemaliger deutscher Eishockeyspieler.

## Werdegang
Der Angriffsspieler Raimund Peschke im Jahre 1984 beim Regionalligisten EHC Unna, mit dem er 1985 in die Oberliga Nord aufstieg. 1986 wechselte er kurzzeitig zum Ligarivalen EC Nordhorn, bevor er nach Unna zurückkehrte. Während der Saison 1987/88 spielte Peschke für den EHC Essen-West in der 2. Bundesliga Nord, wo er in 28 Spielen acht Tore erzielte. In der folgenden Saison spielte er noch einmal für den EC Nordhorn, bevor Peschke 1989 zum REV Bremerhaven wechselte und dort vier Jahre in der Oberliga Nord spielte.
1993 wechselte Peschke zum Ligarivalen ASV Hamm, mit dem er drei Jahre später aus der zweitklassigen 1. Liga Nord abstieg. Er wechselte kurzzeitig zur Limburger EG in die 2. Liga Nord, ehe sich Peschke dem EC Devils Königsborn anschloss. Es folgte ein einjähriges Gastspiel beim EJ Dorsten, ehe Peschke 1999 zum Regionalligisten ESC Hamm wechselte. In der Saison 2001/02 spielte Peschke für den Herforder EC, bevor noch vier Jahre beim Königsborner JEC folgten.
Raimund Peschke spielte dann noch in der Saison 2007/08 für die Soester EG und in der Saison 2012/13 für die 1b-Mannschaft des EHC Dortmund 1b.